# 람피오네섬

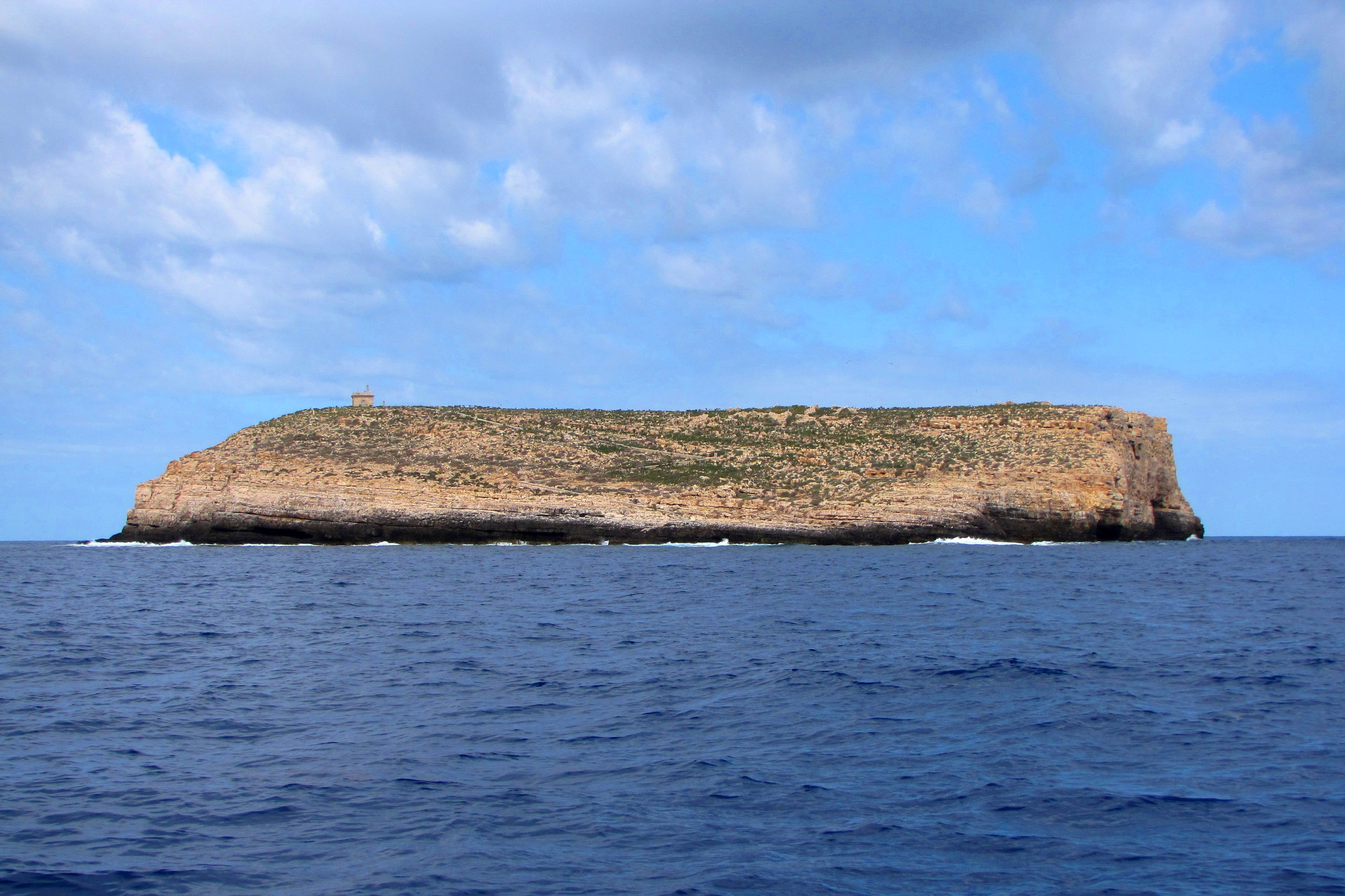
람피오네섬

람피오네섬(이탈리아어: Isola Lampione, 시칠리아어: Ìsula Lampiuni)은 지중해 시칠리아 해협에 있는 이탈리아령 섬이다. 시칠리아섬의 남부, 튀니지의 동쪽에 위치한 펠라지에 제도를 구성하는 섬 중 하나이다.